# Dálniční most přes Hraniční potok

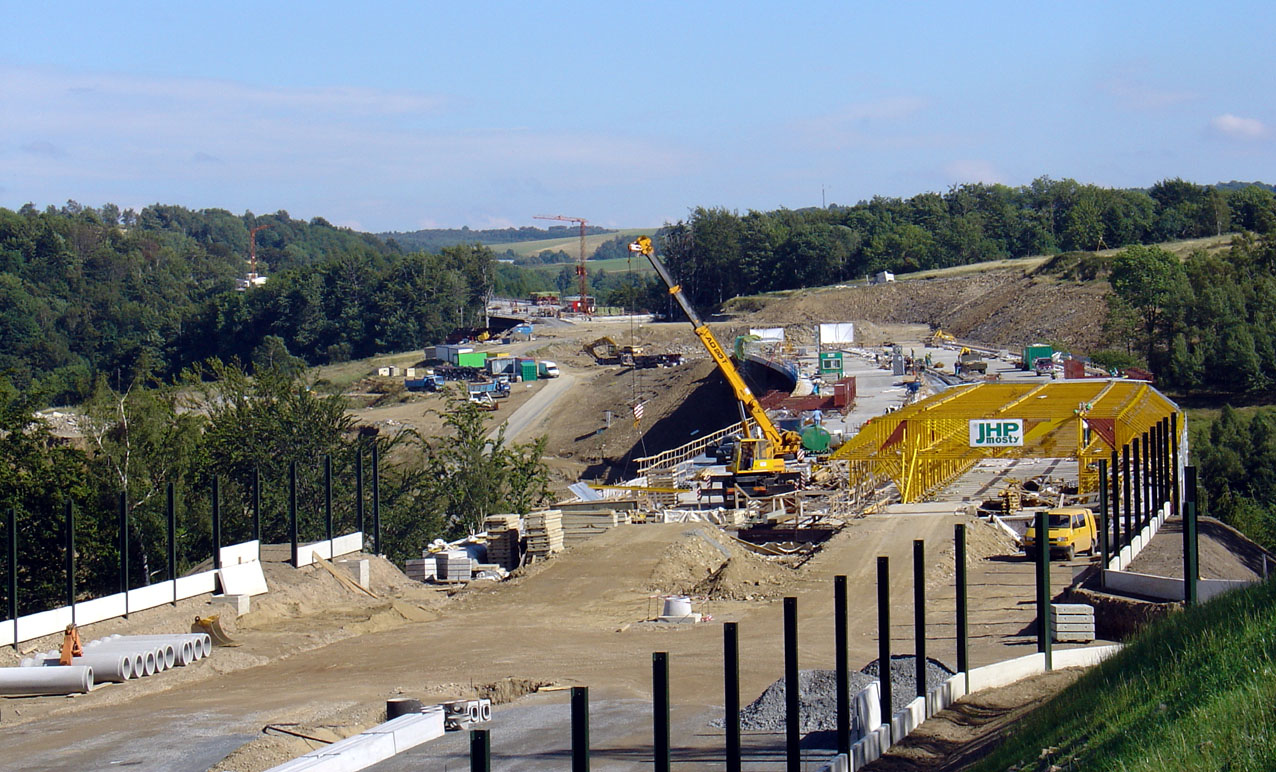
Pohled shora na most během stavby v roce 2006, směrem do Česka (Špičák)

Most přes Hraniční potok u Krásného Lesa se nachází ve východních Krušných horách a spojuje po dálnici Německo a Česko. Ve vzdálenosti asi 3 km na německé straně leží bývalý hraniční přechod Breitenau, od prosince 2007 po rozšíření schengenského prostoru již neobsazený, na dálnici A 17, která pak na české straně jako dálnice D8 pokračuje dále do Prahy.

## Poloha
Tento most tvoří spolu s mostem před údolí Nasenbachu a tunelem Harthe skupinu staveb na spolkové dálnici A 17 na sasko-českém pomezí, v krajině do té doby nedotčené přírody.

## Stavba
Ocelobetonový most vedoucí ve výšce až 57 m nad údolím má šest polí o rozpětích 54,8 m + 4 × 73,0 m + 58,4 m a celkovou délku 412 m. Nosnou konstrukci mostu v příčném řezu tvoří spřažený ocelobetonový komorový průřez, kde spodní část sestává z oceli tvaru otevřeného U-průřezu a vrchní část je tvořena širokou železobetonovou deskou proměnné výšky 250 až 500 mm. Mostovka byla budována metodou překládaného bednění.
Stavební práce začaly oficiálně 13. prosince 2004 symbolickým otevřením závory na německo-české hranici na silnici vedoucí ze saského Harthewaldu do české obce Krásný Les v Krušných horách. Stavbu mostu provádělo sdružení českých stavebních firem JHP a Firesta, které ji dokončilo v říjnu 2006. Realizační projekt zpracovala firma Pontex s.r.o. Dne 21. prosince 2006 byl na této mezinárodní dálnici zahájen provoz.
Investorem hraničního mostu bylo Ministerstvo dopravy ČR. Na nákladech se podílela také Evropská unie a německé ministerstvo dopravy. Celý most je vybaven a vyznačen v souladu s českými dopravními předpisy.